# Золотой орёл (кинопремия, 2007)
Национальная премия «Золотой орёл» за 2006 год — кинопремия, присуждаемая в 2007 году Национальной Академией кинематографических искусств и наук России с целью поддержания отечественного кинематографа, сохранения культурной самобытности и основ национального кинопроизводства, поощрения и пропаганды лучших произведений российского и зарубежного киноискусства.
Премия «Золотой орёл» за 2006 год присуждается по итогам двух туров голосования действительных членов и членов-корреспондентов Академии.
Торжественная церемония вручения Национальной премии в области кинематографии «Золотой орёл» за 2006 год прошла 27 января 2007 года в Первом павильоне «Мосфильма».
Лауреаты премии «Золотой орёл» за 2006 год были определены накануне проведения торжественной Церемонии прямым тайным голосованием членов и членов-корреспондентов Академии.

## Условия проведения
На соискание премии «Золотой орёл» рассматриваются:
- отечественные кинофильмы, впервые публично показанные в России в период с 1 ноября 2005 года по 31 октября 2006 года (а также фильмы 2005 года, которые — по тем или иным причинам — не были рассмотрены по его итогам);
- телефильмы и сериалы, первый показ которых был завершен (кроме «бесконечных» сериалов) в период с 1 сентября 2005 года по 31 августа 2006 года;
- зарубежные кинофильмы, выпущенные в российский прокат с 1 ноября 2005 года по 31 октября 2006 года.

## Экспертный совет
Для отбора фильмов по номинациям 2006 года Академия кинематографических искусств и наук России сформировала Экспертный Совет в составе:

### Члены Экспертного Совета
- Кирилл Разлогов (председатель Экспертного Совета) — киновед
- Одельша Агишев — драматург
- Владилен Арсеньев — продюсер
- Эдуард Володарский — драматург
- Андрей Золотов — драматург, критик
- Лев Карахан — киновед
- Сергей Лаврентьев — киновед
- Сергей Лазарук — руководитель Департамента Федерального агентства по культуре и кинематографии
- Александр Литвинов — продюсер
- Андрей Малюков — режиссёр
- Лев Рошаль — кинодраматург, киновед
- Елена Русинова — звукорежиссёр
- Мария Соловьёва — оператор
- Александр Татарский — режиссёр анимационного кино
- Виктор Юшин — художник
- Вадим Юсов — оператор

## Порядок отбора номинантов
С августа по ноябрь 2006 года Академия организовала профессиональные обсуждения итогов кинематографического и телевизионного сезонов при участии членов Экспертного Совета, по итогам которых Экспертный Совет составил рекомендательные списки по всем номинациям с учетом перечня игровых кино- и телефильмов, неигровых и анимационных фильмов соответствующего периода.
Всего по итогам года Экспертный Совет рекомендовал для голосования:
- 19 полнометражных игровых фильмов
- 35 неигровых фильмов
- 11 мини-сериалов (до 10 серий включительно) и 14 сериалов (11 и более серий) из премьер сезона 2005—2006 годов
- 25 анимационных фильмов
- 24 игровых зарубежных фильмов в российском прокате

В течение ноября 2006 года Исполнительная дирекция Академии произвела рассылку копий рекомендованных фильмов на VHS или на DVD, а также рекомендательных списков всем членам Академии. Отбор номинантов проводился членами Академии путём тайного голосования согласно соответствующим номинациям. Члены Академии осуществляли отбор трёх номинантов в каждой номинации и пяти — в номинации «Лучший игровой фильм». Первый тур голосования проводился до 18 декабря 2006 года.

## Список лауреатов и номинантов
★ Победители выделены отдельным цветом. 
| Категории                                                   | Лауреаты и номинанты                                                                                                   | Лауреаты и номинанты                                                                       | Лауреаты и номинанты                           |
| ----------------------------------------------------------- | --- | ------------------------------------------------------------------------------------------ | ---------------------------------------------- |
| Лучший игровой фильм                                        | ★ «Остров» продюсеры: Павел Лунгин, Сергей Шумаков; режиссёр: Павел Лунгин                                             | ★ «Остров» продюсеры: Павел Лунгин, Сергей Шумаков; режиссёр: Павел Лунгин                 |                                                |
| Лучший игровой фильм                                        | • «Дневной Дозор» продюсеры: Анатолий Максимов, Константин Эрнст; режиссёр: Тимур Бекмамбетов                          |                                                                                            |                                                |
| Лучший игровой фильм                                        | • «Живой» продюсер: Сергей Члиянц; режиссёр: Александр Велединский                                                     |                                                                                            |                                                |
| Лучший игровой фильм                                        | • «Изображая жертву» продюсеры: Наталья Мокрицкая, Ульяна Савельева, Леонид Загальский; режиссёр: Кирилл Серебренников |                                                                                            |                                                |
| Лучший игровой фильм                                        | • «Мне не больно» продюсер: Сергей Сельянов; режиссёр: Алексей Балабанов                                               |                                                                                            |                                                |
| Лучший телефильм или мини-сериал (до 10 серий включительно) | ★ «В круге первом» (10 серий) режиссёр: Глеб Панфилов                                                                  | ★ «В круге первом» (10 серий) режиссёр: Глеб Панфилов                                      |                                                |
| Лучший телефильм или мини-сериал (до 10 серий включительно) | • «Грозовые ворота» (4 серии) режиссёр: Андрей Малюков                                                                 |                                                                                            |                                                |
| Лучший телефильм или мини-сериал (до 10 серий включительно) | • «Дело о «Мёртвых душах»» (8 серий) режиссёр: Павел Лунгин                                                            |                                                                                            |                                                |
| Лучший телевизионный сериал (11 и более серий)              | ★ «Доктор Живаго» (11 серий) режиссёр: Александр Прошкин                                                               | ★ «Доктор Живаго» (11 серий) режиссёр: Александр Прошкин                                   |                                                |
| Лучший телевизионный сериал (11 и более серий)              | • «Мастер и Маргарита» (12 серий) режиссёр: Владимир Бортко                                                            |                                                                                            |                                                |
| Лучший телевизионный сериал (11 и более серий)              | • «Охота на изюбря» (12 серий) режиссёр: Абай Карпыков                                                                 |                                                                                            |                                                |
| Лучший неигровой фильм                                      | ★ «С Романом Карменом… путешествие в молодость» режиссёр: Виктор Лисакович                                             | ★ «С Романом Карменом… путешествие в молодость» режиссёр: Виктор Лисакович                 |                                                |
| Лучший неигровой фильм                                      | • «Блокада» режиссёр: Сергей Лозница                                                                                   |                                                                                            |                                                |
| Лучший неигровой фильм                                      | • «Зощенко и Олеша: двойной портрет в интерьере эпохи» режиссёр: Евгений Цымбал                                        |                                                                                            |                                                |
| Лучший анимационный фильм                                   | ★ «Капитанская дочка» режиссёр: Екатерина Михайлова                                                                    | ★ «Капитанская дочка» режиссёр: Екатерина Михайлова                                        |                                                |
| Лучший анимационный фильм                                   | • «Смешарики» (сезон 2006 г.) художественный руководитель: Анатолий Прохоров; ведущий режиссёр: Денис Чернов           |                                                                                            |                                                |
| Лучший анимационный фильм                                   | • «Шерлок Холмс и доктор Ватсон: Убийство лорда Уотербрука» режиссёр: Александр Бубнов                                 |                                                                                            |                                                |
| Лучшая режиссёрская работа                                  | | ★ Павел Лунгин за фильм «Остров»                                                           |                                                |
| Лучшая режиссёрская работа                                  | • Алексей Балабанов за фильм «Мне не больно»                                                                           |                                                                                            |                                                |
| Лучшая режиссёрская работа                                  | • Кирилл Серебренников за фильм «Изображая жертву»                                                                     |                                                                                            |                                                |
| Лучший сценарий                                             | | ★ Дмитрий Соболев за фильм «Остров»                                                        |                                                |
| Лучший сценарий                                             | • Валерий Мнацаканов за фильм «Мне не больно»                                                                          |                                                                                            |                                                |
| Лучший сценарий                                             | • Игорь Порублев, Александр Велединский за фильм «Живой»                                                               |                                                                                            |                                                |
| Лучшая женская роль в кино                                  | | ★ Анна Михалкова за роль Нины в фильме «Связь»                                             |                                                |
| Лучшая женская роль в кино                                  | • Рената Литвинова за роль Таты в фильме «Мне не больно»                                                               |                                                                                            |                                                |
| Лучшая женская роль в кино                                  | • Евгения Симонова за роль Киры Георгиевны в фильме «Многоточие»                                                       |                                                                                            |                                                |
| Лучшая женская роль на телевидении                          | | ★ Инна Чурикова за роль Натальи Павловны, жены Герасимовича в телесериале «В круге первом» |                                                |
| Лучшая женская роль на телевидении                          | • Анна Ковальчук за роль Маргариты в телесериале «Мастер и Маргарита»                                                  |                                                                                            |                                                |
| Лучшая женская роль на телевидении                          | • Чулпан Хаматова за роль Лары в телесериале «Доктор Живаго»                                                           |                                                                                            |                                                |
| Лучшая мужская роль в кино                                  | | ★ Пётр Мамонов за роль отца Анатолия в фильме «Остров»                                     |                                                |
| Лучшая мужская роль в кино                                  | • Александр Балуев за роль в фильме «Игра слов. Переводчица олигарха»                                                  |                                                                                            |                                                |
| Лучшая мужская роль в кино                                  | • Евгений Цыганов за роль Максима в фильме «Питер FM»                                                                  |                                                                                            |                                                |
| Лучшая мужская роль на телевидении                          | | ★ Олег Янковский за роль Виктора Комаровского в сериале «Доктор Живаго»                    |                                                |
| Лучшая мужская роль на телевидении                          | • Андрей Смирнов за роль Бобынина в сериале «В круге первом»                                                           |                                                                                            |                                                |
| Лучшая мужская роль на телевидении                          | • Евгений Миронов за роль Глеба Нержина в сериале «В круге первом»                                                     |                                                                                            |                                                |
| Лучшая женская роль второго плана                           | | ★ Чулпан Хаматова за роль Урсулы в фильме «Многоточие»                                     |                                                |
| Лучшая женская роль второго плана                           | • Анна Михалкова за роль младшего лейтенанта Люды в фильме «Изображая жертву»                                          |                                                                                            |                                                |
| Лучшая женская роль второго плана                           | • Лия Ахеджакова за роль работницы японского ресторана в фильме «Изображая жертву»                                     |                                                                                            |                                                |
| Лучшая мужская роль второго плана                           | | ★ Виктор Сухоруков за роль отца Филарета в фильме «Остров»                                 |                                                |
| Лучшая мужская роль второго плана                           | • Дмитрий Дюжев за роль отца Иова в фильме «Остров»                                                                    |                                                                                            |                                                |
| Лучшая мужская роль второго плана                           | • Никита Михалков за роль Сергея Сергеевича в фильме «Мне не больно»                                                   |                                                                                            |                                                |
| Лучшая операторская работа                                  | | ★ Андрей Жегалов (посмертно) за фильм «Остров»                                             | ★ Андрей Жегалов (посмертно) за фильм «Остров» |
| Лучшая операторская работа                                  | • Андрей Найдёнов за фильм «Эйфория»                                                                                   |                                                                                            |                                                |
| Лучшая операторская работа                                  | • Сергей Трофимов за фильм «Дневной Дозор»                                                                             |                                                                                            |                                                |
| Лучшая работа художника-постановщика                        | | ★ Виктор Юшин за сериал «Доктор Живаго»                                                    | ★ Виктор Юшин за сериал «Доктор Живаго»        |
| Лучшая работа художника-постановщика                        | • Игорь Коцарев, Александр Толкачёв за фильм «Остров»                                                                  |                                                                                            |                                                |
| Лучшая работа художника-постановщика                        | • Ирина Алексеева за фильм «Нанкинский пейзаж»                                                                         |                                                                                            |                                                |
| Лучшая работа художника по костюмам                         | ★ Эмма Беглярова за фильм «Далеко от Сансет бульвара»                                                                  | ★ Эмма Беглярова за фильм «Далеко от Сансет бульвара»                                      |                                                |
| Лучшая работа художника по костюмам                         | • Дмитрий Андреев за фильм «Нанкинский пейзаж»                                                                         |                                                                                            |                                                |
| Лучшая работа художника по костюмам                         | • Ирина Гинно за фильм «Многоточие»                                                                                    |                                                                                            |                                                |
| Лучшая музыка к фильму                                      | ★ Эдуард Артемьев за музыку к сериалу «Доктор Живаго»                                                                  | ★ Эдуард Артемьев за музыку к сериалу «Доктор Живаго»                                      |                                                |
| Лучшая музыка к фильму                                      | • Владимир Мартынов за музыку к фильму «Остров»                                                                        |                                                                                            |                                                |
| Лучшая музыка к фильму                                      | • Кирилл Пирогов за музыку к фильму «Питер FM»                                                                         |                                                                                            |                                                |
| Лучший монтаж фильма                                        | ★ Дмитрий Киселёв за фильм «Дневной Дозор»                                                                             | ★ Дмитрий Киселёв за фильм «Дневной Дозор»                                                 |                                                |
| Лучший монтаж фильма                                        | • Иван Лебедев за фильм «Свободное плавание»                                                                           |                                                                                            |                                                |
| Лучший монтаж фильма                                        | • Светлана Иванова, Александр Чупаков, Ольга Гриншпун за фильм «Питер FM»                                              |                                                                                            |                                                |
| Лучшая работа звукорежиссёра                                | ★ Сергей Карпенко за фильм «Дневной Дозор»                                                                             | ★ Сергей Карпенко за фильм «Дневной Дозор»                                                 |                                                |
| Лучшая работа звукорежиссёра                                | • Андрей Худяков за фильм «Живой»                                                                                      |                                                                                            |                                                |
| Лучшая работа звукорежиссёра                                | • Юлия Егорова за фильм «Питер FM»                                                                                     |                                                                                            |                                                |
| Лучший зарубежный фильм в российском прокате                | ★ «Возвращение» (Volver) · режиссёр: Педро Альмодовар Испания                                                          | ★ «Возвращение» (Volver) · режиссёр: Педро Альмодовар Испания                              |                                                |
| Лучший зарубежный фильм в российском прокате                | • «Матч пойнт» (Match Point) · режиссёр: Вуди Аллен · Великобритания                                                   |                                                                                            |                                                |
| Лучший зарубежный фильм в российском прокате                | • «Мюнхен» (Munich) · режиссёр: Стивен Спилберг · США Канада                                                           |                                                                                            |                                                |

### За выдающийся вклад в мировой кинематограф
- Режиссёр Роман Полански

### За верность профессии
- Директор кинолаборатории «Саламандра» Эдуард Гимпель

## Статистика
| Фильм                     | Количество номинаций | Присуждено премий |
| ------------------------- | -------------------- | ----------------- |
| Остров                    | 9                    | 6                 |
| Мне не больно             | 5                    | 0                 |
| Доктор Живаго             | 5                    | 4                 |
| Дневной Дозор             | 4                    | 2                 |
| Изображая жертву          | 4                    | 0                 |
| В круге первом            | 4                    | 2                 |
| Питер FM                  | 4                    | 0                 |
| Живой                     | 3                    | 0                 |
| Многоточие                | 3                    | 1                 |
| Мастер и Маргарита        | 2                    | 0                 |
| Нанкинский пейзаж         | 2                    | 0                 |
| Грозовые ворота           | 1                    | 0                 |
| Дело о «Мёртвых душах»    | 1                    | 0                 |
| Охота на изюбря           | 1                    | 0                 |
| Связь                     | 1                    | 1                 |
| Переводчица               | 1                    | 0                 |
| Эйфория                   | 1                    | 0                 |
| Далеко от Сансет-бульвара | 1                    | 1                 |
| Свободное плавание        | 1                    | 0                 |